# Шпаков, Евгений Анатольевич
Евгений Анатольевич Шпаков (14 июня 1970, Красноярск) — советский и российский футболист, вратарь.
Воспитанник футбольной школы «Энергия» Красноярск. С 1984 года — в красноярском «Автомобилисте»; в первенстве СССР провёл за команду одну игру — во второй лиге в 1986 году. Следующий сезон на уровне команд мастеров провёл в 1991 году во второй низшей лиге в составе «Амура» Комсомольск-на-Амуре, в 1992 году в первой лиге России в 17 играх пропустил 24 мяча. В 1993 году вернулся в красноярский клуб — теперь «Металлург», с которым в том же году вследствие реорганизации первенства вылетел во вторую лигу. В 1995 году с командой выиграл первенство зоны «Восток». В 1996—2004 годах играл в первом дивизионе за «Металлург» (1996, 1999—2002; с 2001 — капитан), «Сатурн» Раменское (1997), «Нефтехимик» Нижнекамск (1998), «Металлург-Кузбасс» Новокузнецк (2003—2004). В 2004 году перешёл в «Чкаловец-1936» Новосибирск, с которым победил в зоне «Восток» второго дивизиона. В 2005 году в первом дивизионе провёл семь игр, после чего завершил профессиональную карьеру.